# Miraglossum anomalum
Miraglossum anomalum là một loài thực vật có hoa trong họ La bố ma. Loài này được (N.E. Br.) Kupicha mô tả khoa học đầu tiên.